# ويندي ميلفوين
ويندي ميلفوين (بالإنجليزية: Wendy Melvoin)‏ (و. 1964  م) هي موسيقية، ومغنية مؤلفة، ومغنية، وعازفة قيثارة، ومؤلفة موسيقى تصويرية أمريكية، ولدت في لوس أنجلوس، تستخدم آلات قيثارة.

## وصلات خارجية
- ويندي ميلفوين على موقع IMDb (الإنجليزية)
- ويندي ميلفوين على موقع ميوزك برينز (الإنجليزية)
- ويندي ميلفوين على موقع أول ميوزيك (الإنجليزية)
- ويندي ميلفوين على موقع ديسكوغز (الإنجليزية)
- ويندي ميلفوين على موقع قاعدة بيانات الفيلم (الإنجليزية)

- ويندي ميلفوين في قاعدة بيانات الأفلام على الإنترنت